# Hypopharynx

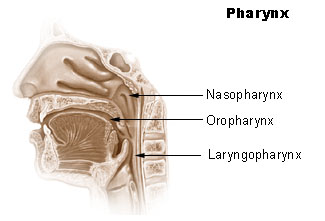
Die verschiedenen Abschnitte des Pharynx, der Hypo- oder Laryngopharynx stellt den unteren Abschnitt dar.

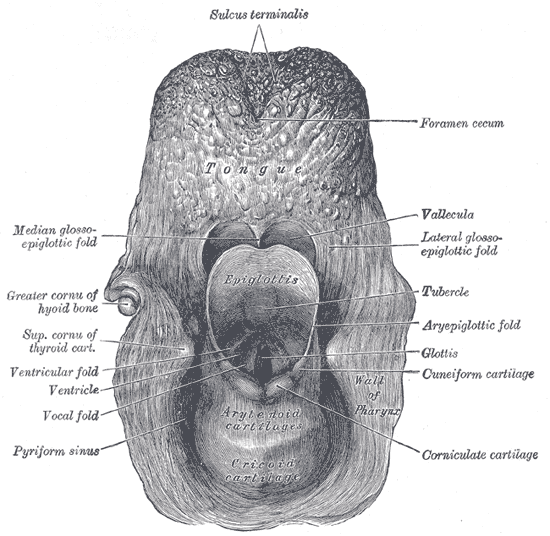
Eingang zum Kehlkopf, Blick von innen und nach vorn

Der Hypopharynx (aus altgriechisch ὑπό hypό, deutsch ‚unten‘, ‚darunter‘ und φάρυγξ Phárygx, deutsch ‚Kehle‘, ‚Schlund‘) ist ein Bereich im Kopf-/Halsbereich.

## Säugetiere
Bei den Säugetieren bezeichnet Hypopharynx (Syn. Laryngopharynx, Pars laryngea pharyngis) den untersten Teil des Rachens (Pharynx) von der Oberkante des Kehldeckels (Epiglottis) bis zum oberen Speiseröhrenmund bzw. einer gedachten Linie auf Höhe des Ringknorpels des Kehlkopfes (Larynx). Kranial grenzt der Hypopharynx an den Mundrachen (Pars oralis pharyngis, Oropharynx). Die wichtigste Landmarke des Hypopharynx ist die aryepiglottische Falte. Der Hypopharynx ist also der Teil des Rachens, der sich hauptsächlich auf den Raum hinter dem Kehlkopf erstreckt und in den Kehlkopfeingang und Kehldeckel hineinragen. Der Raum seitlich des Kehlkopfeingangs wird als Recessus piriformis bezeichnet. Der Hypopharynx ist von einer kutanen Schleimhaut ausgekleidet, unter ihr liegen Schleimdrüsen, die den Bissen gleitfähig machen.
Der Hypopharynx ist häufiger Sitz von Plattenepithelkarzinomen, vor allem im Zusammenhang mit Alkohol- und Nikotinmissbrauch. Zur Einteilung nach ihrer Lokalisation wird der Hypopharynx in drei Bezirke eingeteilt: Recessus piriformis, Hypopharynxhinterwand und Postkrikoidregion.

## Insekten
Bei Insekten ist der Hypopharynx ein Anhang der Kopfkapsel, welcher unterhalb der Mundöffnung ansetzt. Dabei handelt es sich nicht um ein echtes Mundwerkzeug, da er nicht aus ehemaligen Extremitäten gebildet wurde. Der Hypopharynx ist eine ursprünglich membranöse Struktur, die wie eine Zunge bewegt werden kann, aus diesem Grund wird er häufig auch als Lingula (Zunge) bezeichnet. Bewegt wird diese Struktur über basale Muskulatur, welche an Chitinvorsprüngen des Hypopharynx ansetzt, sogenannten Basalskleriten. Der Hypopharynx unterteilt die Mundöffnung durch seine Lage in einen vorderen Mundraum und einen hinteren Bereich, in dem die Labialdrüsen münden. Wie die Mundwerkzeuge Mandibeln, Maxillen und Labium wird auch der Hypopharynx bei unterschiedlichen Insektengruppen umfunktioniert, etwa in eine Stechborste oder Teile eines Saugrüssels. Ihm gegenüber an der Oberseite der Mundöffnung liegt der Epipharynx.